# Hypermaepha roseata
Hypermaepha roseata är en fjärilsart som beskrevs av Rothschild 1913. Hypermaepha roseata ingår i släktet Hypermaepha och familjen björnspinnare. Inga underarter finns listade i Catalogue of Life.